# Сальви, Лоренцо
Лоре́нцо Са́льви (итал. Lorenzo Salvi), в монашестве — Лоренцо Мария святого Франциска Ксаверия (30 октября 1782, Рим — 12 июня 1856, Витербо, королевство Италия) — блаженный римско-католической церкви, священник, проповедник, монах из ордена пассионистов.

## Биография
Лоренцо Сальви родился в Риме 30 октября 1782 года. Учился на священника в управляемом иезуитами колледже Романо в Риме, среди его однокурсников был будущий римский папа Григорий XVI. Вдохновлённый проповедью святого Викентия Страмби, он в 1801 году поступил в только что основанный Викентием Страмби монастырь пассионистов, приняв монашеское имя Лоренцо Мария святого Франциска Ксаверия. 20 ноября 1802 года принял монашеские обеты, 29 декабря 1805 года был рукоположён в священника. Антиклерикальные законы Наполеона I вынудили пассионистов покинуть монастырь. Когда Лоренцо Сальви смог вернуться в монастырь, то он стал активно заниматься проповеднической деятельностью. Позднее он был назначен ректором монастырского дома в Риме. В своей пастырской и проповеднической деятельности Лоренцо Мария святого Франциска Ксаверия особенное внимание уделял христианскому догмату Воплощения, из-за чего после его смерти он стал изображаться на иконах с младенцем Иисусом.
Умер 12 июня 1856 года в городе Витербо, Италия.

## Прославление
1 октября 1999 года Лоренцо Мария святого Франциска Ксаверия был причислен к лику блаженных римским папой Иоанном Павлом II.